# Nissan 350Z
El Nissan 350Z, también llamado Nissan Fairlady Z (Z33) en algunos países, es un automóvil deportivo de dos puertas biplaza con motor central-delantero montado longitudinalmente y de tracción trasera, producido por el fabricante japonés Nissan desde finales de 2002 hasta 2009. Fue sustituido por el Nissan 370Z.

## Características

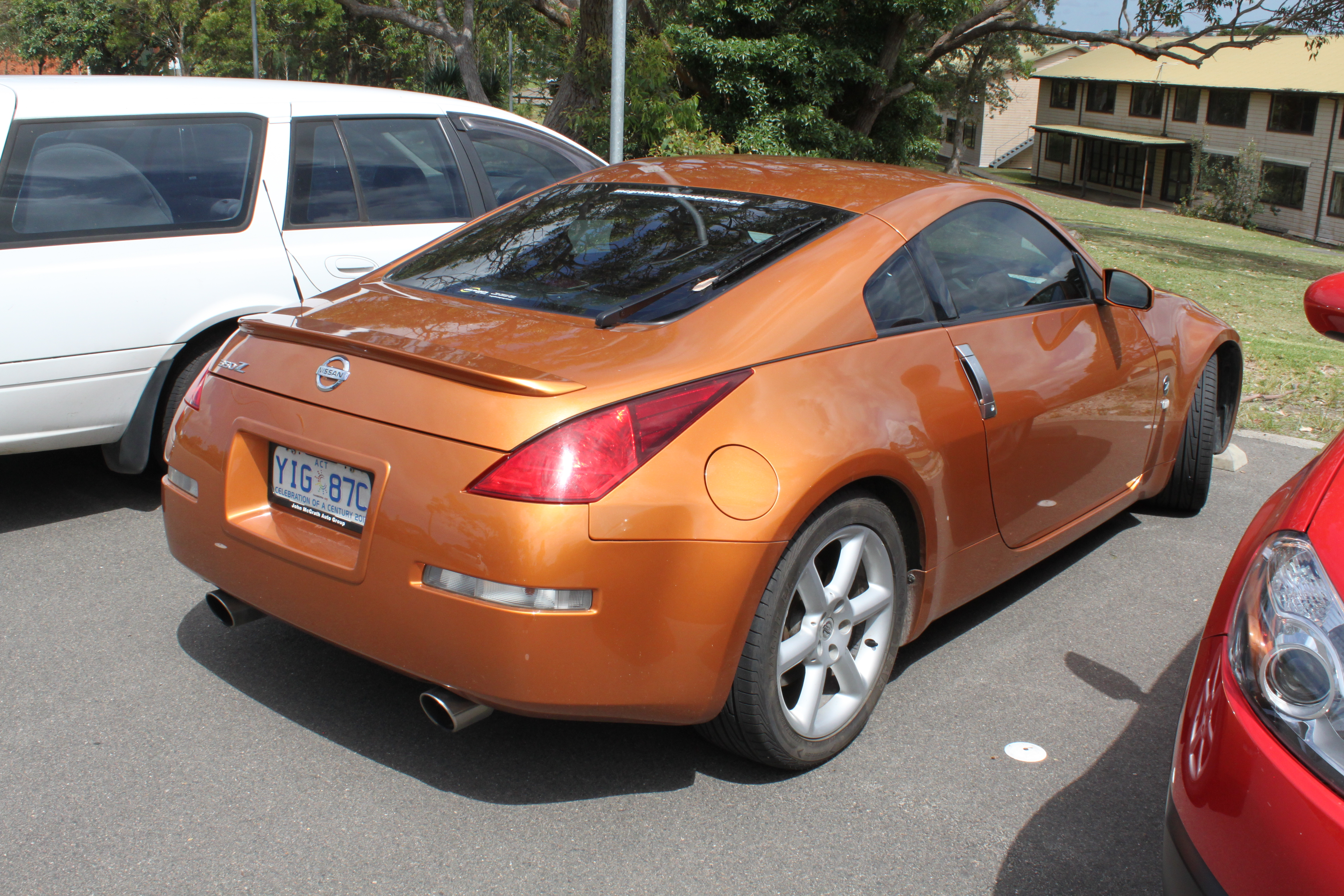
Vista trasera de un cupé versión Track de 2003

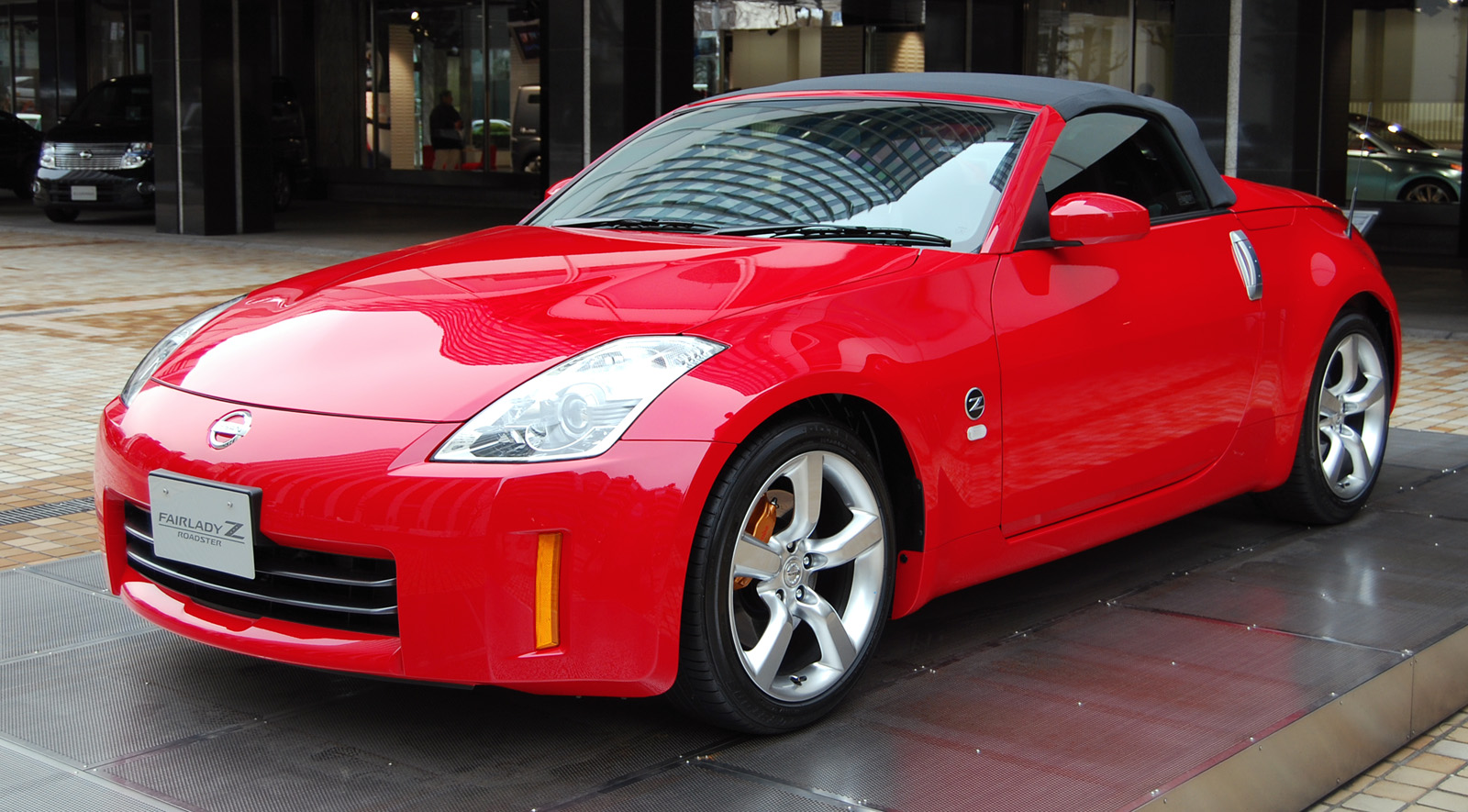
Versión Roadster de 2008

Llegó desde Japón y por sí solo era un auto divertido y hasta cierto punto rápido, pero cuando los tuners le pusieron las manos encima, se volvió uno de los coches más populares para ser modificado.
Se presentó al mundo en 2001, entró a producción y comenzó a venderse en 2002 como modelo 2003 y terminó su ciclo en 2008 con algunos modelos vendiéndose todavía en 2009 junto a su reemplazo: el 370Z.
Estaba disponible con carrocerías cupé y descapotable, con transmisión manual de seis velocidades o automática de cinco. El nombre 350Z proviene de la cilindrada del motor en centilitros.
Algunos de sus rivales son: el Alfa Romeo Brera, el Audi TT, el BMW Z4, el Mazda RX-8, el Honda S2000 y el Mercedes-Benz Clase SLK.
Utiliza la misma plataforma FM que otros turismos y todoterrenos producidos por la subsidiaria Infiniti, tales como: G, M y FX.
Inicialmente, la única planta motriz disponible era un motor V6 de gasolina con distribución de doble (DOHC) árbol de levas y cuatro válvulas por cilindro, denominado VQ35DE que lo compartía con el Altima, Maxima, la minivan Quest y el Infiniti G35, aunque con varias modificaciones para darle una sensación más deportiva. En su lanzamiento desarrollaba una potencia máxima de 287 HP (291 CV; 214 kW), que luego fue aumentada a 300 HP (304 CV; 224 kW) sacrificándole un poco de bajos al coche y ganándole algo más de revoluciones al corte.
A partir de enero de 2007, llevaba una versión modificada de ese mismo V6 llamada VQ35HR, al haber sido potenciada hasta los 306 HP (310 CV; 228 kW) y un par máximo de 37 kg·m (363 N·m; 268 lb·pie), la cual se puede distinguir fácilmente por una doble línea de admisión. Con esta modificación, la aceleración de 0 a 100 km/h (0 a 62 mph) se consigue en 5.7 segundos, dos décimas menos que antes.
Llevaba una suspensión independiente tipo MacPherson en el eje delantero y una multibrazo en el trasero, lo que favorecía el buen manejo en curvas. Para detenerse usaba frenos de disco en las cuatro ruedas. Sin embargo, en las versiones más completas llevaba frenos de mayor potencia firmados por Brembo.

## Seguridad

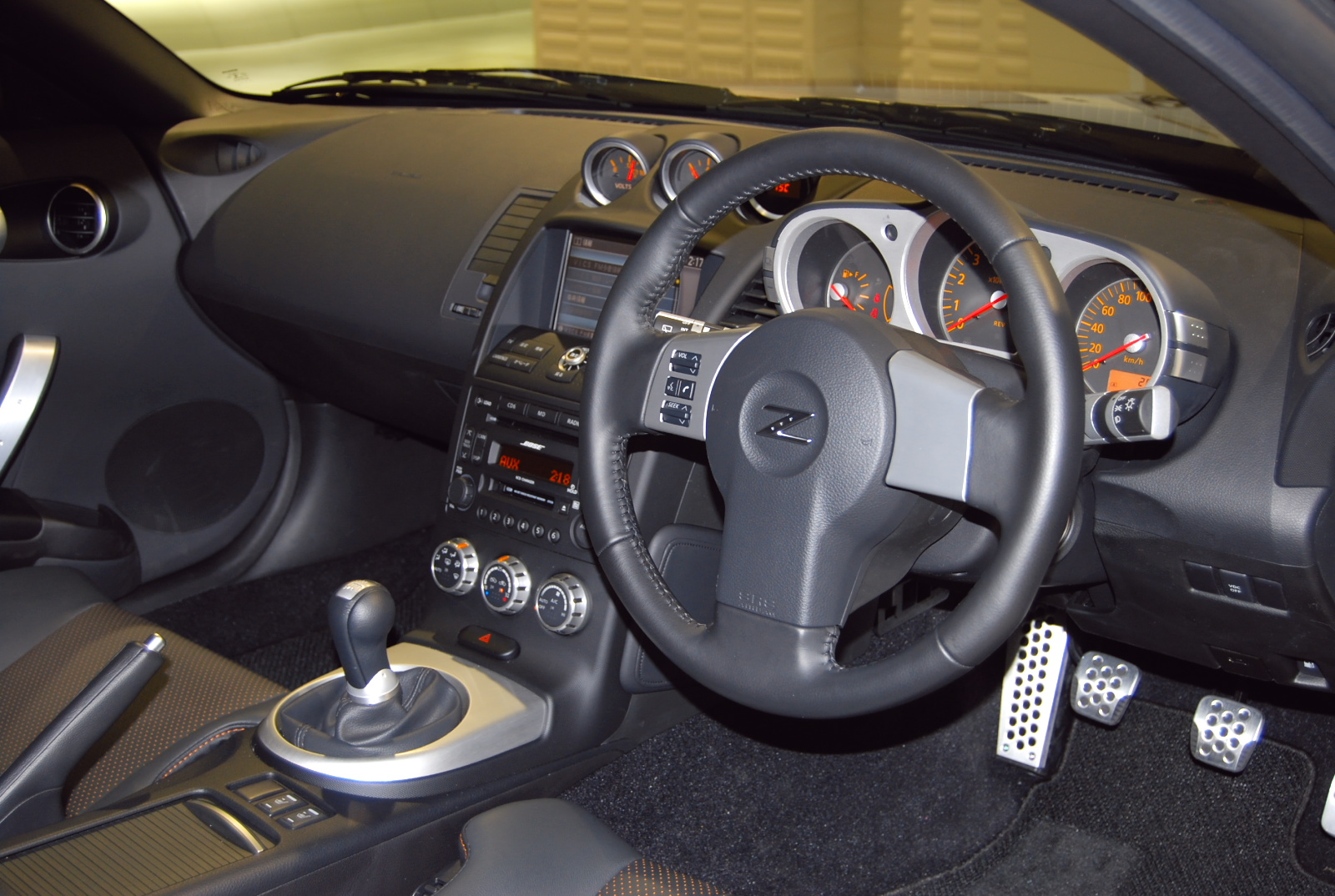
Interior de un modelo 2008

### Seguridad activa
La seguridad activa es completa. Cuenta con ABS en las cuatro ruedas, reparto electrónico de frenada (EBD) y asistencia al frenado de urgencia (BAS) para disminuir al mínimo cualquier riesgo.

### Control dinámico del vehículo (VDC)
Este sistema utiliza el par máximo y el freno para restablecer el control de estabilidad sobre el vehículo, en caso de pérdida del mismo.

### Bolsas de aire
La seguridad pasiva provee bolsas de aire frontales, laterales y de cortina, otorgando una protección extrema a los ocupantes de la cabina ante colisiones.

### Barras de protección
Las barras de protección rodean el compartimento de pasajeros, las cuales están fabricadas en acero. Esto permite la protección en el caso de un impacto lateral.

## Versiones
En cuanto a ediciones especiales, las más destacables eran la Nismo S-Tune de 2005, que celebraba el éxito de la marca en el campeonato Super GT Japonés. Estas ediciones especiales se caracterizaban por llevar motores ligeramente más potentes, pero sobre todo por hacer el manejo del auto más preciso, al modificar la suspensión, dotarlos de mejores rines y así eliminar peso.
Como automóvil de carreras también tuvo una larga participación en distintas categorías, aunque de cierta forma comenzó a tomar mucha relevancia en las competencias de drifting, donde se unió a otros autos japoneses ya conocidos en tal rama.

## Diseño
En cuanto a su diseño, tenía muchos trazos afilados. Algo característico eran sus calaveras muy largas, lucía bajo de altura y bastante ancho, cosa que aumentaba su percepción de auto deportivo. El interior se caracterizaba por tener muchos contrastes de tonalidades claras y oscuras, además de poder elegir asientos en colores claros.

## Tuning
En cuanto al mundo del tuneo que estalló unos años antes de que apareciera el 350Z, fue un auto muy codiciado para ser modificado y el mercado de piezas postventa era gigantesco, todo gracias a las facilidades que su motor y otros componentes otorgaban a quienes buscaban tener un auto diferente.[cita requerida]
Fue revolución y nostalgia a la vez. Vino a cambiar el paradigma de nuevo para Nissan, trayendo un producto relativamente accesible para las capacidades que tenía y con la base tradicional que el 240Z había instaurado. Estuvo en producción y venta por poco más de seis años, tiempo que le bastó para ser recordado y amado por miles de afortunados propietarios y aquellos que soñaban con tener uno. Parte de poder contener su precio respecto a lo que ofrecía, fue el hecho de usar más piezas compartidas con otros autos de la marca. Su popularidad aseguró que en 2009 llegara su sucesor: el 370Z, que mejoraba en todo aspecto y que también tuvo una cantidad gigantesca de ediciones especiales.

## Especificaciones

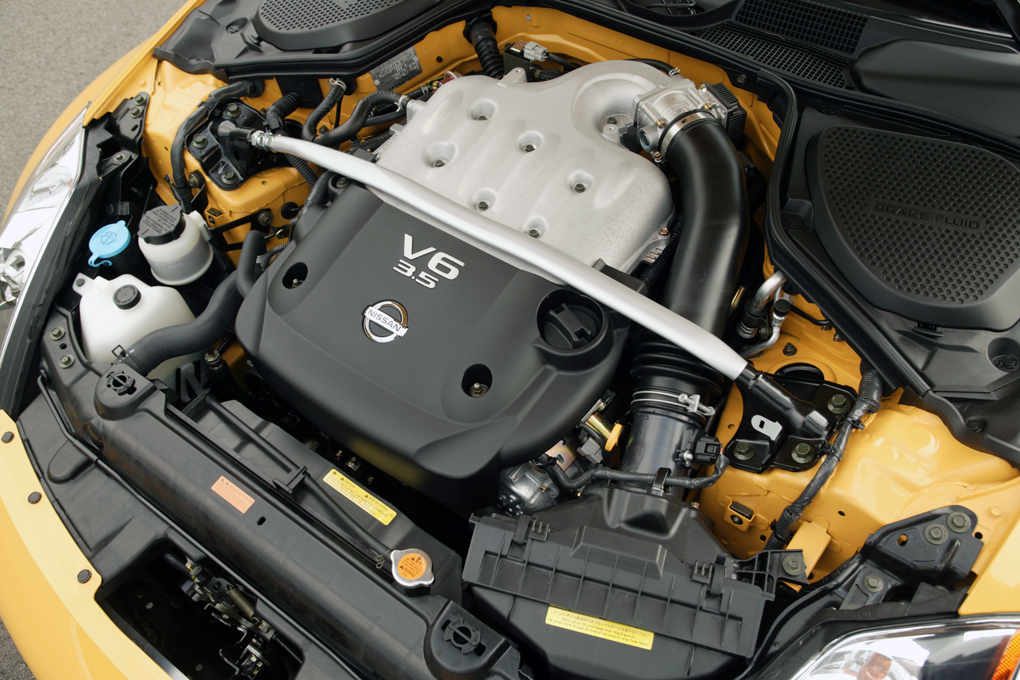
Motor VQ35DE

| Versiones                        | Código de motor | Diámetro x carrera                    | Alimentación                                           | Potencia máxima                    | Par máximo                                  | Peso en vacío         |
| -------------------------------- | --------------- | ------------------------------------- | ------------------------------------------------------ | ---------------------------------- | ------------------------------------------- | --------------------- |
| 2002 (versión americana)         | VQ35DE          | 95,5 x 81,4 mm (3,76 x 3,20 pulgadas) | Inyección secuencial multipunto, naturalmente aspirado | 287 HP (214 kW) @ 6200 rpm         | 371 N·m (274 lb·pie) @ 4800 rpm             | 1528 kg (3369 libras) |
| Base 2003-2004 (versión europea) | VQ35DE          | 95,5 x 81,4 mm (3,76 x 3,20 pulgadas) | Inyección secuencial multipunto, naturalmente aspirado | 280 CV (276 HP; 206 kW) @ 6200 rpm | 363 N·m (268 lb·pie) @ 4800 rpm             | 1525 kg (3362 libras) |
| Roadster 2005 (versión europea)  | VQ35DE          | 95,5 x 81,4 mm (3,76 x 3,20 pulgadas) | Inyección secuencial multipunto, naturalmente aspirado | 280 CV (276 HP; 206 kW) @ 6200 rpm | 363 N·m (268 lb·pie) @ 4800 rpm             | 1710 kg (3770 libras) |
| 2006 (versión europea)           | VQ35DE          | 95,5 x 81,4 mm (3,76 x 3,20 pulgadas) | Inyección secuencial multipunto, naturalmente aspirado | 301 CV (297 HP; 221 kW) @ 6400 rpm | 353 N·m (260 lb·pie) @ 4800 rpm             | 1620 kg (3571 libras) |
| 2007 (versión europea)           | VQ35HR          | 95,5 x 81,4 mm (3,76 x 3,20 pulgadas) | Inyección secuencial multipunto, naturalmente aspirado | 313 CV (309 HP; 230 kW) @ 6800rpm  | 358 kg·m (3511 N·m; 2589 lb·pie) @ 4800 rpm | 1603 kg (3534 libras) |
| 2008 NISMO (versión americana)   | VQ35HR          | 95,5 x 81,4 mm (3,76 x 3,20 pulgadas) | Inyección secuencial multipunto, naturalmente aspirado | 310 CV (306 HP; 228 kW) @ 6200 rpm | 364 kg·m (3570 N·m; 2633 lb·pie) @ 4800 rpm | 1521 kg (3353 libras) |

## En la cultura popular
Ha aparecido en películas de la franquicia de Fast & Furious.
También ha aparecido en varias series de videojuegos de carreras, tales como: Need for Speed, Forza, Gran Turismo, Asphalt, Midnight Club, entre otros.